# Hanging Rock

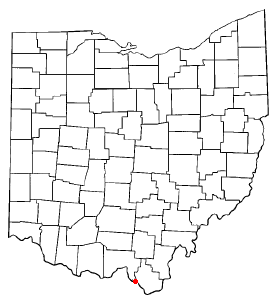
Hanging Rock na planie stanu Ohio

Hanging Rock – wieś w USA, w stanie Ohio, w hrabstwie Lawrence.
Liczba mieszkańców w 2010 roku wynosiła 221, a w roku 2012 wynosiła 221.